# 면접교섭권
면접교섭권이란 아이를 직접 양육하지 않는 부 또는 모와 아이 양쪽 모두의 권리로서, 아이가 부 또는 모를 만날 수 있는 권리이며, 비양육자는 아이를 만날 수 있는 권리를 말한다.

## 대한민국의 경우
면접교섭권은 1990년 민법 개정으로 신설된 제837조의2에 따라 1991년 1월 1일부터 부모에게만 주어지다가, 2007년 12월 21일 해당 규정이 개정되어 부모뿐만 아니라 자녀에게도 면접교섭권을 인정하였다. 대한민국의 판례는 이혼한 부모에 의해 갈려 따로 거주하는 자녀들 사이의 면접교섭권도 인정한다. 아동은 비양육 부모와 접촉, 대화, 서신교환, 전화, 선물 교환, 주말의 숙박, 방학 등의 일정 기간 체류 등 다양한 방법으로 자신의 비양육 부모와의 만남을 가질 수 있고, 비양육 부모는 아동과 접촉, 대화, 서신 교환, 전화, 선물 교환, 주말의 숙박, 휴가 중의 일정 기간 체류 등 다양한 방법으로 자신의 자녀와 만남을 가질 수 있다.
면접교섭권은 그 성질상 부모와 자녀에게 당연하게 주어진 '자연권'이다. 유엔아동권리협약 제9조제3항은 "당사국은 아동의 최선의 이익에 반하는 경우 외에는, 부모의 일방 또는 쌍방으로부터 분리된 아동이 정기적으로 부모와 개인적 관계 및 직접적인 면접교섭을 유지할 권리를 가짐을 존중하여야 한다."고 규정하고 있는데, 대한민국은 1991년 이 조약의 비준 당시 해당 규정을 유보하였다가 2007년 민법 제837조의2를 개정·시행한 후 이듬해 유보를 철회하였다. 21세기 가족법은 자녀의 최선의 복리가 최고이념으로 평가되고 있는데, 대한민국 가족법은 자녀를 면접교섭권의 '객체'로서 뿐만 아니라 '주체'로도 인정함으로써 면접교섭권에 있어서는 21세기 가족법의 면모를 갖추고 있다.
부모에게 있어 면접교섭의 의무 이행은 양육의 의무 이행의 일환이다. 양육권과 면접교섭권을 법에서 규정함에 있어 고려되는 기본 원리는 '아이의 복리'이다. 면접교섭권의 구체적인 내용은 자녀를 만날 수 있는 때, 장소, 방법 등을 정하는 것인데, 부모가 합의하여 정할 수도 있고 합의가 성립되지 않을 때에는 면접교섭에 관한 심판 절차에서 법원이 이를 정할 수도 있다.
이혼 과정에 있을 때 아동은 한쪽 부모가 양육할 수 있고 이 경우 양육 부모가 비양육 부모에게 아이를 만날 기회를 주지 않을 수 있는데, 이때 비양육 부모는 아이를 만나기 위해 가사소송법상 면접교섭에 관한 '사전처분'이라는 제도를 이용할 수 있다. 이러한 '사전처분'이 있어도 양육 부모가 비양육 부모에게 아이를 보여주지 않는 경우도 있는데, 이때는 면접교섭에 관한 '이행명령'이라는 제도를 이용할 수 있다. 이 '이행명령'을 위반하면, 법원은 당사자의 신청이나 직권으로 위반 행위자에게 1천만 원 이하의 과태료를 부과할 수 있고, 비양육 부모는 이와 같은 '이행명령'의 불이행이라는 사유를 들어 '양육자 변경'을 청구할 수 있다. 면접교섭에 관한 '이행명령'은 이혼 후에도 이용할 수 있다. 한편, 비양육 부모가 면접교섭의 의무를 이행하지 않는 경우도 있다.
대한민국 민법 제837조의2(면접교섭권)<본조 신설 1990년 1월 13일>
- ① 자(子)를 직접 양육하지 아니하는 부모의 일방과 자(子)는 상호 면접 교섭할 수 있는 권리를 가진다.<개정 2007년 12월 21일>
- ② 가정법원은 자의 복리를 위하여 필요한 때에는 당사자의 청구 또는 직권에 의하여 면접교섭을 제한하거나 배제할 수 있다.<개정 2005년 3월 31일>

면접교섭권은 양육권과는 달리 '양육하지 않는 부모'의 고유한 권리이기 때문에 자녀의 복리에 해가 되지 않는 한 비양육 부모는 면접교섭권을 가진다. 따라서 방탕한 생활로 인해 자녀의 안전이나 건강을 해칠 우려가 있을 경우 혹은 다른 이유로 자녀에게 이롭지 않을 경우 등이 아니면 면접교섭권은 제한되지 않는다. 또 제한되는 경우에도 가정법원이 판단해 제한할 수 있을 뿐 부모가 임의적으로 제한할 수는 없다. 면접교섭의 횟수는 통상 동·하계 방학 중 며칠간, 매월 2, 4주 주말, 학교 입학·졸업식, 크리스마스, 명절 연휴 중 1박 2일 동안, 자녀의 생일, 비양육 부모의 조상의 기일 등으로 인정되며, 합의나 가정법원의 결정에 따라 조절이 가능하다.
2008년 12월 현재, 부모에게만 면접교섭권을 부여해왔던 제도를 개선해 면접교섭권을 자녀에게까지 확대했지만 맞벌이 시대에 조부모에 의해 양육되는 자녀가 늘어나고 있는 현실을 반영하여 조부모에게도 면접교섭권을 부여해야 한다는 목소리도 있다.